# Oblast de Vinítsia
Vinítsia, Vinnytsia ou Vinnitsa (ucraniano: Вінниця) é uma região (óblast) da Ucrânia. Situada no oeste do país, sua capital é a cidade de Vinítsia. O óblast de Vinítsia foi criado em 27 de fevereiro de 1932.

## História
Vinnytsia Oblast, estabelecido pela primeira vez em 27 de fevereiro de 1932, originalmente compreendia raions (regiões) dos seguintes ex- okruhas da Ucrânia (distritos da Ucrânia soviética):
- Uman Okruha
- Berdychiv Okruha
- Vinnytsia Okruha
- Mohyliv Okruha
- Tulchyn Okruha
- Shepetivka Okruha
- Proskuriv Okruha
- Kamianets Okruha

Em 1935, os territórios fronteiriços do oblast foram transformados em distritos de fronteira soviética: Shepetivka Okrug, Proskuriv Okrug e Kamianets Okrug. Em 1937, o Oblast de Kamianets, baseado nos distritos fronteiriços, foi formado (mais tarde tornou-se o Oblast de Khmelnytsky).
Durante a Segunda Guerra Mundial, as potências ocupantes do Eixo dividiram o território de Vinnytsia Oblast entre o Distrito Geral Shitomir (Zhytomyr no Reichskommissariat Ucrânia) e a Província da Transnístria do Reino da Romênia . Em outubro de 1941, os romenos estabeleceram um campo de concentração no oblast, que detinha principalmente judeus.

## Locais Históricos
Os antigos castelos históricos em Bar, na Ucrânia, atraem um grande número de visitantes nacionais e turistas estrangeiros todos os anos, incluindo:
- Igreja Ortodoxa de São Pokrovsky;
- St. Anna Catedral Católica Romana;
- Mosteiro de São Pokrovsky;
- Fortaleza Velha.

A cidade de Bar é um local turístico popular porque é onde nasceu o matemático Viktor Bunyakovsky.
Os seguintes locais foram nomeados para as Sete Maravilhas da Ucrânia .
- A Vila de Mykola Pyrogov
- Povoação Cita Nemyriv
- Templo da caverna eslava antiga (relevo de Bushi)

A tradição popular de pintura de ícones de Podillya é bem conhecida na Ucrânia. Sua manifestação são iconóstases caseiras longas pintadas em tela no final do século XIX - início do século XX. Predominam as cores vermelho, verde e amarelo, os rostos dos santos retratados são um pouco longos, seus olhos são amendoados. Nessas iconóstases, foram pintados os santos familiares mais venerados. As coleções de iconóstases folclóricas de Podillya estão em poder do Museu de Arte Vynnytsya e do Museu de Ícones Ucranianos  no Castelo Radomysl .